# Zemědělské noviny
Zemědělské noviny  Csehország Mezőgazdasági és Élelmezésügyi Minisztériuma által 1945 és 1991 közötti években kiadott napilap. Az aktuális politikai, kulturális és sporthírek mellett főként mezőgazdasági jellegű híreket, írásokat jelentetett meg.

## Története
1945-ben alapították. A szocializmus kezdeti éveiben a kollektivizáció népszerűsítője. A Prágában kiadott napilap példányszáma az 1970-es években elérte a 350 000-et. Mellékletei a hetente szerdánként megjelenő Zemědělec, a péntekenként megjelenő Náš domov és az évente egy alkalommal megjelentetett Země živitelka voltak. 1991-ben szűnt meg.